# 汤种

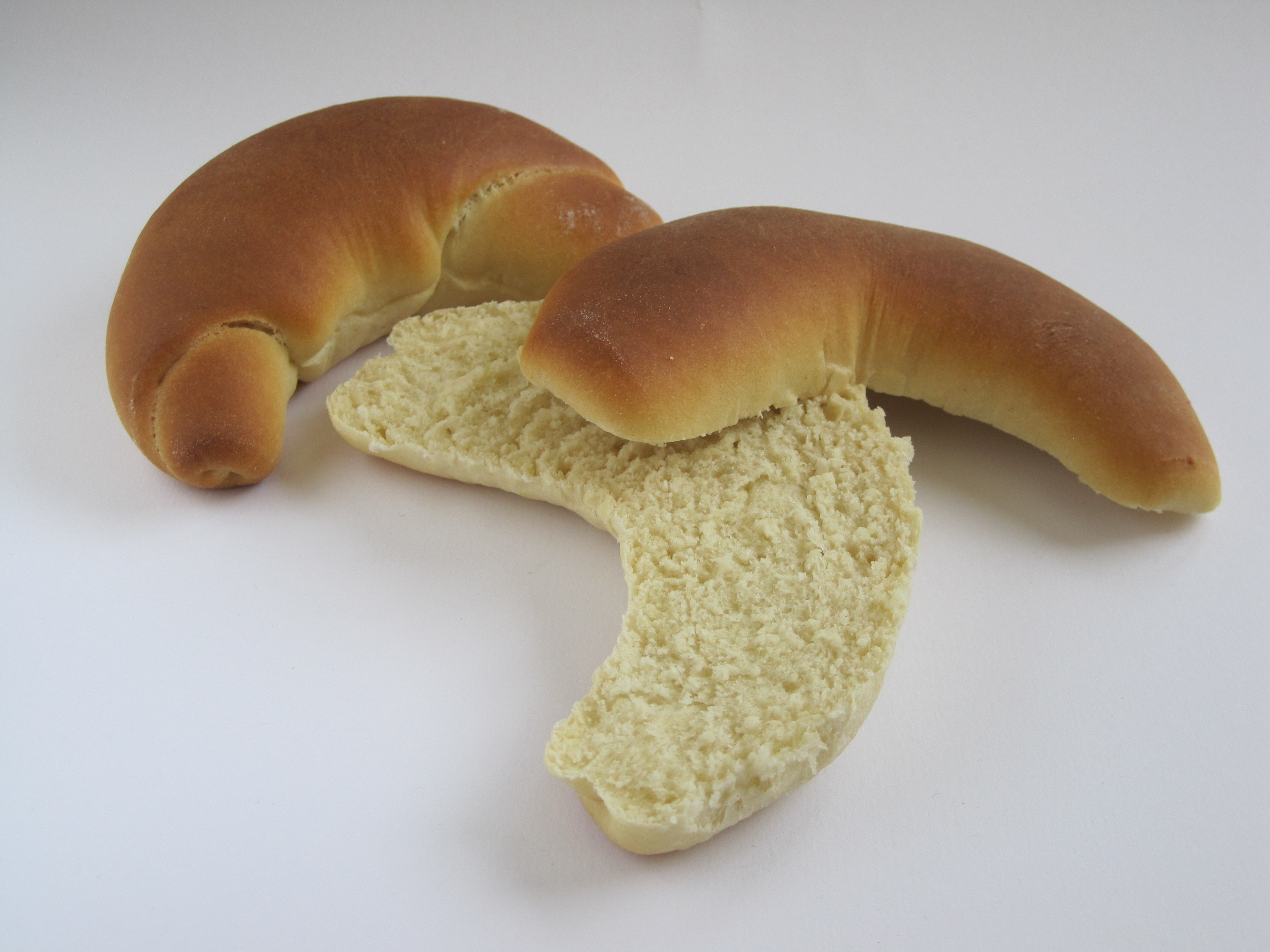
水面糊做的牛奶面包

汤种（羅馬化：yu-dane)  是一种面粉糊，由在水或牛奶中煮至65 °C以上的面粉做成，可改善面包的质地，并可增加面包保持鬆軟的时间。
汤种属于凝胶结构，有助于稳定面包中的小麦淀粉，防止重结晶。重结晶是导致面包变硬的主要原因。

## 制作方法
要制作汤种，要将沸水倒上等量的面粉并混合。混合后的面糊会会保持水分，因此，当将其添加到烤面包用的材料中，面团烘烤后会质地柔软、蓬松，也能保存更长时间。 
制作汤种时，面粉要在液体中达到65 °C（149 °F），导致其淀粉糊化。糊化的面粉糊通常在中等温度下使用，可以在烘烤过程中使面包膨胀略微更高。
糊化面粉比普通的面团更稳定。普通面包的面团通常会结晶，让面包變硬。汤种可以阻止结晶，以让面包保持鬆軟更久。

## 历史
在烘焙前烫面粉，尤其是黑麦面粉，作为烘焙方式已经有几个世纪的历史。 
敷岛面包公司（日语：ja:敷島製パン) 于2001 年在日本获得了使用汤种制作面包的专利。台湾烘焙师陈郁芬在 2007 年出版了《65°C 汤种面包》一书，将日文的引入中文。 此书也在整个亚洲推广了汤种技术。
2010 年，美食作家 Christine Ho 首先以英语文章介绍了汤种技巧。她随后编写了20多个使用汤种的食谱，在英语世界推广了汤种技术。

## 延伸阅读
- Jung, Susan. . South China Morning Post. 5 February 2018  [2023-04-29]. （原始内容存档于2019-12-29）.